# Gymnophthalmus speciosus
Espèce
Synonymes
- Blepharictisis speciosa Hallowell, 1861
- Epaphelus sumichrasti Cope, 1876
- Gymnophthalmus birdi Stuart, 1939

Gymnophthalmus speciosus est une espèce de sauriens de la famille des Gymnophthalmidae.

## Répartition
Cette espèce se rencontre dans le sud du Mexique, au Belize, au Guatemala, au Salvador, au Honduras, au Nicaragua, au Costa Rica, au Panama, en Colombie, au Venezuela et sur Chacachacare à Trinité-et-Tobago.

## Liste des sous-espèces
Selon The Reptile Database (18 novembre 2012) :
- Gymnophthalmus speciosus birdi Stuart, 1939
- Gymnophthalmus speciosus speciosus (Hallowell, 1861)
- Gymnophthalmus speciosus sumichrasti (Cope, 1876)

## Publications originales
- Cope, 1876 "1875" : On the Batrachia and Reptilia of Costa Rica : With notes on the herpetology and ichthyology of Nicaragua and Peru. Journal of the Academy of Natural Sciences of Philadelphia, sér. 2, vol. 8, p. 93–154 (texte intégral).
- Hallowell, 1861 "1860" : Report upon the Reptilia of the North Pacific Exploring Expedition, under command of Capt. John Rogers, U. S. N. Proceedings of the Academy of Natural Sciences of Philadelphia, vol. 12, p. 480-510 (texte intégral).
- Stuart, 1939 : A description of a new Gymnophthalmus from Guatemala, with notes on other members of the genus. Occasional Papers of the Museum of Zoology, University of Michigan, no 409, p. 1-10 (texte intégral).